# ジェイムス・カー
ジェイムス・カー（James Carr, 1942年6月13日 - 2001年1月7日）はアメリカ合衆国のソウルミュージックの歌手。主に1960年代後半、メンフィスのゴールドワックス・レコードで活動した。

“彼は膨大な数のレコードを出した歌手ではない。しかしそれにもかかわらずジェイムス・カーがソウルミュージックに残したものは計り知れないほど大きい。ポピュラーミュージックにおける最高のものと言えるその声で彼はソウルミュージックの不朽のナンバーを残した。” （ローリング・ストーン）
　

## 来歴
1942年6月13日、ミシシッピ州北西部のコアホマ郡に生れる。彼がまだごく幼いころ、父親により多くの仕事が見込める環境を求めて一家は100㎞ほど離れたテネシー州のメンフィスに移り住んだ。

6歳のころから教会の聖歌隊で歌い始めると次いでソロを任されるようになり、やがて The Harmony Echoes をはじめとして幾つかのゴスペル・グループで歌うようになる。
ゴスペル・グループでの活動中、ジェイムスは終生深く関わることになるルーズベルト・ジャミソン(Roosvelt Jamison)と出会う。　1964年、ルーズベルト・ジャミソンはゴールドワックス・レコード(Goldwax Records)を立ち上げたばかりであったクイントン・クランチ(Quinton Claunch)にジェイムスを紹介する。その同年、ゴールドワックス・レコードからシングル「The world is out (You don't want me)」でデビューした。
ヒット曲は「You've got my mind messed up」（1966年）、「Pouring water on a drowning man」（1966年）、「The dark end of the street」（1967年）など。中でも「The dark end of the street」はソウル・バラードの名曲としてアレサ・フランクリン、パーシー・スレッジ、グラム・パーソンズ、リンダ・ロンシュタット、エルヴィス・コステロ、ライ・クーダーなど数多くの著名アーティストによってカヴァーされている。ゴールドワックス時代に14枚のシングルと2枚のアルバムを残した。
しかし1969年にゴールドワックスが営業を停止すると、続く70年代は、'71年にアトランティック・レコードから、'77年にリバー・シティ・レコードからそれぞれ一枚シングルレコードがリリースされただけで終わり、そして80年代、彼の姿は表舞台から完全に消え去っていた。

彼は長年にわたってうつ病に苦しめられていた。　そのことが彼の人生と歌手としてのキャリアをきわめて不安定なものにした。1979年の日本ツアーでの失敗も抗うつ剤を過剰に服用してしまったことが原因だったと言われている。
90年代に入ると活動が再開し、'91年にはクイントン・クランチが再び興したゴールドワックスからアルバム『Take Me To The Limit』が、'94年にはソウルトラックスからアルバム『Soul Survivor』がリリースされた。また国内外でのツアーも行われた。
しかし1997年、肺癌を患っていることが明らかになる。　手術が行われ治療が続けられたが、2001年1月7日に58歳で彼はこの世を去った。
彼は現在メンフィス郊外にある墓地 New Park Memorial Garden に眠っている。

## ディスコグラフィ

### アルバム
- You Got My Mind Messed Up (Goldwax '66) (Vivid Sound '77) (Kent '02)
- A Man Needs A Woman (Goldwax '68) (Vivid Sound '77) (Kent '03)
- Freedom Train (Vivid Sound '77)
- At The Dark End Of The Street (Blue Side '87)
- Take Me To The Limit (Goldwax '91)
- Soul Survivor (Soultrax '93)
- The Complete Goldwax Singles (Kent '01)
- My Soul Is Satisfied (Kent '04)

### シングル
- Goldwax 108 - "You don't want me" / "Only fools run away" (1964)
- Goldwax 112 - "Lover's competition" / "I can't make it" (1964)
- Goldwax 119 - "Talk talk" / "She's better than you" (1965)
- Goldwax 302 - "You've got my mind messed up" / "That's what I want to know" (1966)
- Goldwax 309 - "Love attack" / "Coming back to me baby" (1966)
- Goldwax 311 - "Pouring water on a drowning man" / "Forgetting you" (1966)
- Goldwax 317 - "The dark end of the street" / "Lovable girl" (1967)
- Goldwax 323 - "Let it happen" / "A losing game" (1967)
- Goldwax 328 - "I'm a fool for you" / "Gonna send you back to Georgia" (1967)
- Goldwax 332 - "A man needs a woman" / "Stronger than love" (1968)
- Goldwax 335 - "Life turned her that way" / "A message to young lovers"
- Goldwax 338 - "That's the way love turned out for me" / "Freedom train" (1969)
- Goldwax 340 - "To love somebody" / "These ain't raindrops"
- Goldwax 343 - "Everybody needs somebody" / "Row row your boat"
- Atlantic 2803 - "Hold on" / "I'll put it to you" (1970)
- River City 1940 - "Let me be right (Don't want to be wrong)" / "Bring her back" (1977)
- Soultrax 5001 - "Soul survivor" / "Gonna marry my mother-in-law" (1993)